# Aachener Kaiserbrunnen

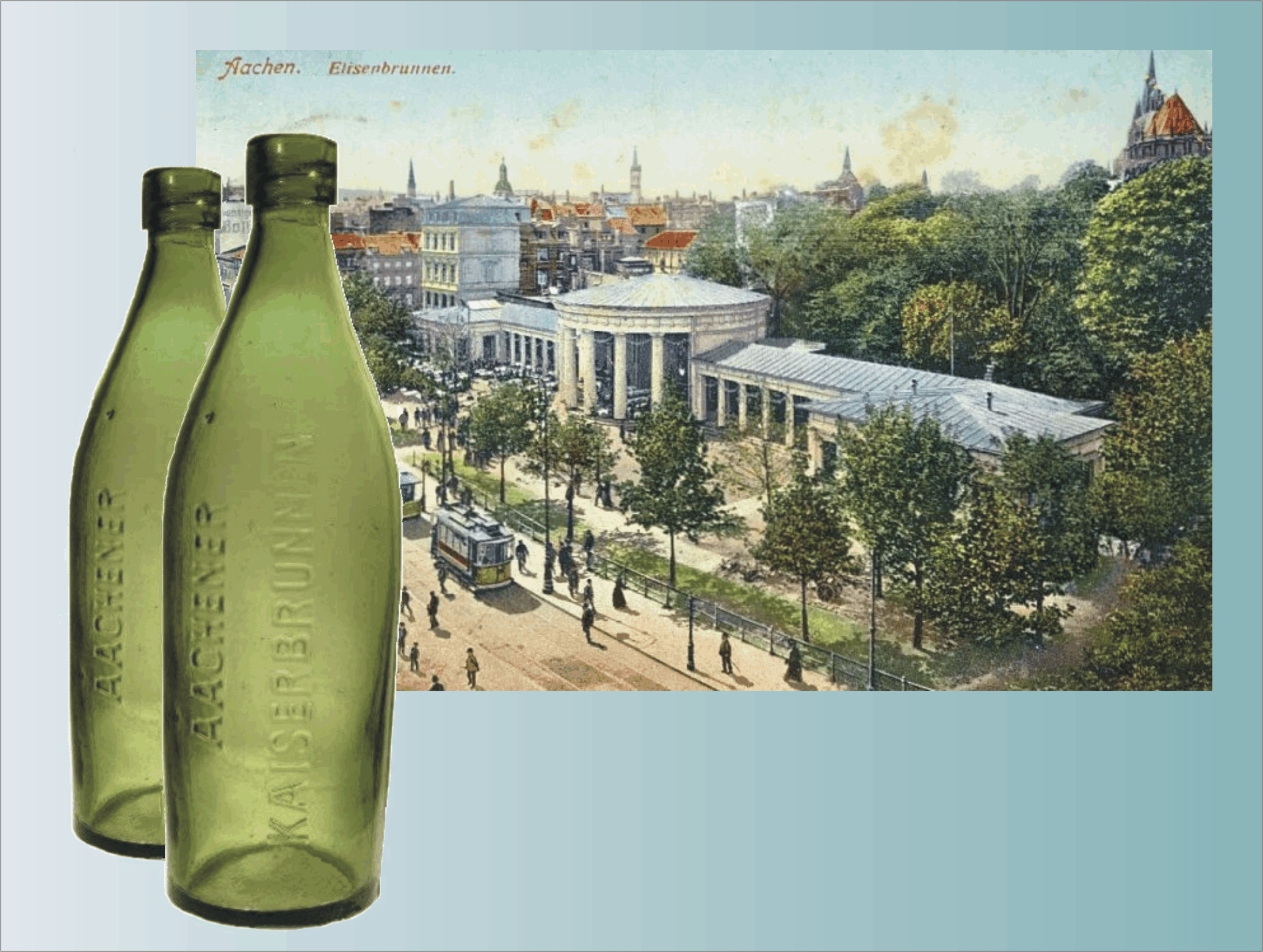
Kaiserbrunnen-Flaschen von 1880 (Postkarte 1910: Elisenbrunnen)

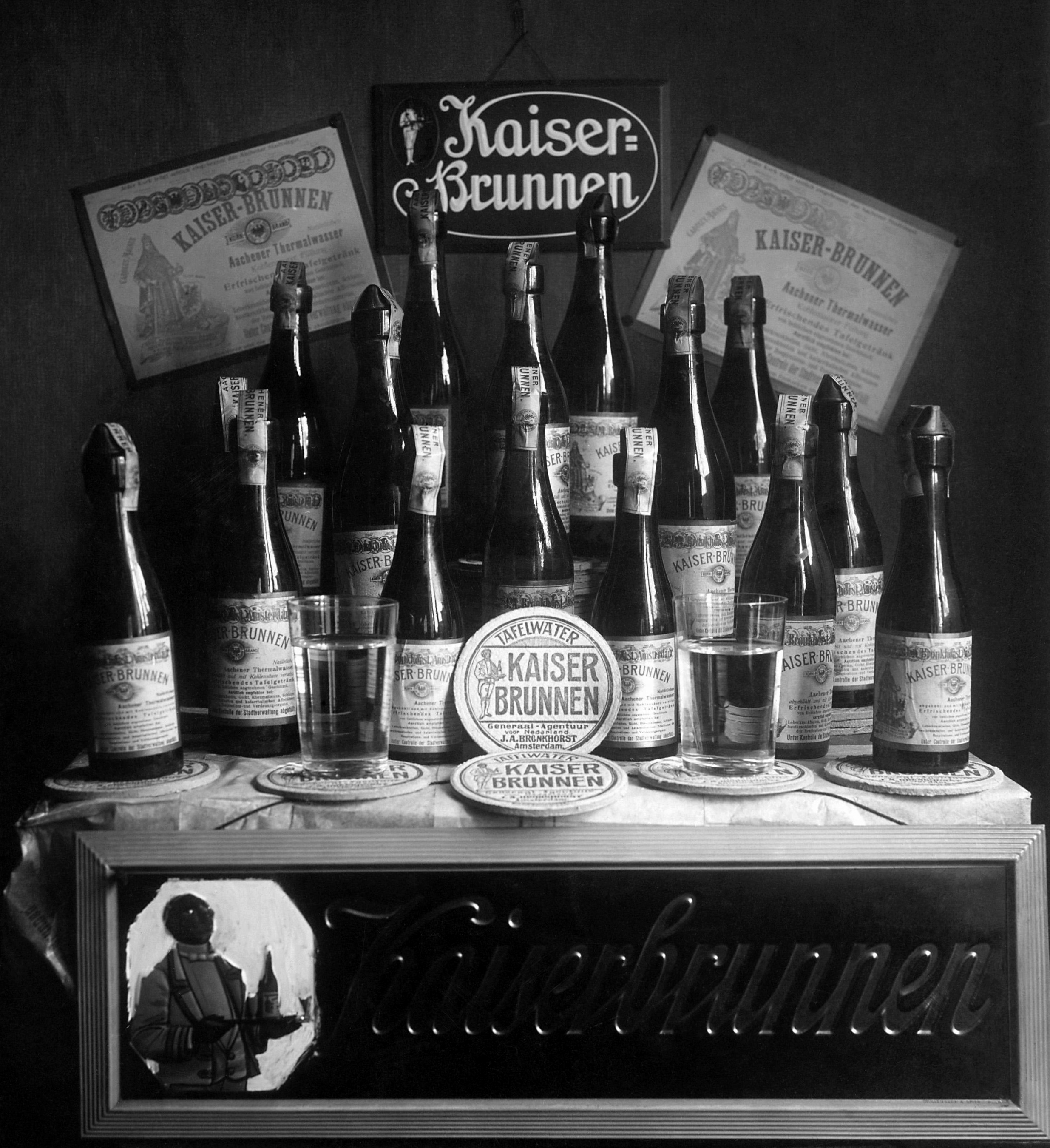
Verkaufspräsentation der Firma, 1918

Aachener Kaiserbrunnen war die gängige Kurzbezeichnung der Aachener Thermalwasser Kaiserbrunnen Aktiengesellschaft mit Sitz in Bad Aachen, das schon bei den Römern aufgrund der heißesten Quellen Mitteleuropas bekannt war. Die Aktiengesellschaft bestand von 1884 bis 2009 und hatte den Geschäftszweck von Gewinnung und Vertrieb des Aachener Thermalwassers sowie der Herstellung von Limonaden und ähnlichen Getränken. Das Unternehmen war dem Verband Deutscher Mineralbrunnen angeschlossen.

## Geschichte
Die Aachener Thermalwasser Kaiserbrunnen Aktiengesellschaft ging am 18. Juni 1884 aus einer seit April 1818 in Hamburg bestehenden Ursprungsfirma hervor. Verwertet wurde zunächst nur das Wasser der bereits als Kaiserquelle bekannten Aachener Thermalquelle in der  Stadtmitte. Das Wasser der Kaiserquelle versorgt darüber hinaus die Trinkbrunnen des zwischen 1822 und 1827 errichteten Elisenbrunnens.
Am 17. Juli 1900 verlegte der Eigentümer des Aachener Kaiserbrunnens, ein Hamburger Reeder, den Sitz der Gesellschaft nach Aachen. Zu dieser Zeit wurde das Mineralwasser in alle fünf Erdteile exportiert. Außerdem wurde es auf allen Schiffen der Hapag und des Norddeutschen Lloyds an die Passagiere ausgeschenkt. Auch das verwendete Firmenlogo entstand zu dieser Zeit. Ein Schiffssteward in weißem Livree, der den Passagieren Kaiserbrunnen servierte, beeindruckte durch seine Freundlichkeit und Sympathie den damaligen Eigentümer des Mineralbrunnens so sehr, dass dieser das Abbild des Stewards anerkennend als Markenzeichen auf sämtliche Etiketten und Geschäftsbriefe drucken ließ. Dieses Firmenlogo wurde bis zuletzt noch unverändert benutzt.
Um 1913 wurden rund acht Millionen Flaschen Mineralwasser innerhalb Europas, nach Asien, Afrika, Amerika und in die Südsee verschickt. Doch Exporteinschränkungen nach dem Ersten Weltkrieg beeinträchtigten den Absatz. 1932 wurde das Unternehmen mehrheitlich durch den Düsseldorfer Industriellen Friedrich Bünger übernommen, 1945 erwarben seine Nachkommen die restlichen Anteile. Die vollständige Zerstörung des Unternehmens im Zweiten Weltkrieg erforderten einen völligen Neuanfang und mühsamen Wiederaufbau des Unternehmens nach 1945 durch den damaligen Geschäftsführer Franz Firmenich. Unter der Leitung von Hans-Günter Radermacher, Vorstandsmitglied seit 1978, Alleinvorstand ab 1985, wurden die Modernisierung des Betriebes und die Anpassung an die zunehmend von Discountern dominierten Vertriebsstrukturen vorangetrieben. In Anpassung an den sich wandelnden Geschmack wurde, insbesondere mit der Marke Granus, niedriger mineralisiertes Wasser in die Produktpalette aufgenommen. Am 10. Juli 2009 wurde vom Vorstand der Beschluss der Gesellschafter mitgeteilt, die Produktion zum 31. Dezember 2009 zu beenden.
Als Tochtergesellschaften bestanden die MEPHISTO-Getränke GmbH und die Thermes-Brunnen GmbH, beide ebenfalls mit Sitz in Aachen.

## Quellwasser
Das Wasser der zur Aufbereitung und Abfüllung genutzten Kaiserquelle ist an oberdevonische Riffkalksteine gebunden, die im Stadtgebiet von Aachen in zwei Quellkalkzügen an der Erdoberfläche ausstreichen. Die artesisch ausfließende Kaiserquelle gehört zu den schüttungsstärksten Thermalquellen des Aachener Quellkalkzuges. Das mineralisierte Quellwasser bildet sich aus der Versickerung von Niederschlagswasser am Nordrand des Hohen Venns. Bei der Passage durch den Untergrund bis in 2500 Metern Tiefe löst das ursprünglich mineralarme Niederschlagswasser Minerale aus den umgebenden Gesteinsschichten und nimmt entsprechend dem geothermischen Gradienten in der Tiefe Temperaturen bis 125 °C an. Entlang von großen tektonischen Überschiebungsbahnen steigt das Mineralwasser auf Spalten und Klüften des Kalksteins aus dem Untergrund auf und fließt mit einer Temperatur von 52 °C an der Oberfläche aus. Die fluorid- und schwefelhaltigen Natrium-Chlorid-Hydrogenkarbonat-Thermalwässer besitzen ein holozänes Alter, das bedeutet, dass die Passage durch den Untergrund mehrere Tausend bis rund 10.000 Jahre dauerte. Dem thermalen Tiefenwasser sind in den Aachener Quellen auch geringe Anteile von nichtmineralisiertem Oberflächenwasser beigemischt. Das Mineralwasser des Kaiserbrunnens zählte nach Herstellerangaben zu den in Deutschland abgefüllten Mineralwässern mit den höchsten Mineral- und Salzgehalten. Das stark schwefelwasserstoffhaltige Quellwasser wurde vor der Abfüllung entschwefelt. Seine mineralischen Bestandteile sind
- Kalzium (Ca2+) 62 mg/l
- Magnesium (Mg2+) 9 mg/l
- Natrium (Na+) 1295 mg/l
- Kalium (K+) 69 mg/l
- Hydrogencarbonat (HCO3−) 876 mg/l
- Chlorid (Cl−) 1486 mg/l
- Sulfat (SO42−) 277 mg/l

Eine weitere zur Mineralwasserherstellung genutzte Quelle war die sogenannte „Granus-Quelle“, die anders als die Kaiserquelle geringer mineralisiert war. Das kalziumreiche Mineralwasser der „Granus-Quelle“ stammte aus einer Bohrung in der Nähe des Abfüllbetriebes und wurde mit einer Temperatur von 12 °C aus 120 Meter Tiefe gefördert. Das Wasser der „Granus-Quelle“ bildete die Grundlage für die gering mineralisierten Mineralwässer und sämtliche Erfrischungsgetränke des Unternehmens.
Das stark mineralisierte Thermalwasser der Mephistoquelle wurde bis Ende 2009 von einem Tochterunternehmen der Kaiserbrunnen AG aus der gleichnamigen Quelle im Frankenberger Viertel abgefüllt. Es war geringfügig noch höher mineralisiert als das Mineralwasser des Kaiserbrunnens.

## Marken
Für die Aachener Thermalwasser Kaiserbrunnen Aktiengesellschaft eingetragenen Markennamen waren:
- Kaiserbrunnen
- Granus
- Kaiser-Perle
- St. Quirinus Heilwasser
- Chapelle
- Zisina

## Vertrieb
Da das Unternehmen selbst nur über eine Glasflaschen-Abfüllanlage verfügte, wurden die im Handel zusätzlich angebotenen PET-Flaschen in Auftragsabfüllung bei der Auberg-Quelle in Wagenfeld und der Haaner Felsenquelle hergestellt. Alle Produkte wurden über Nordrhein-Westfalen hinaus nach Belgien und in die Niederlande exportiert. Der Gesamtabsatz lag 2009 bei rund 26 Millionen Füllungen im Jahr.